# Alexej von Jawlensky
Alexej von Jawlensky (Alexei Gheorghievici Jawlenski; în rusă Алексей Георгиевич Явленский, transliterare: Aleksei Gheorghievici Iavlenski; n. 13 martie / 25 martie 1865 sau 1864, în apropiere de Torjok, Imperiul Rus – d. 15 martie 1941, Wiesbaden) a fost un pictor ruso-german. În 1930 a solicitat cetățenia germană, pe care o va primi în 1934.
Jawlensky se numără printre pictorii expresionismului, iar alături de Wassily Kandinsky și Franz Marc este inițiatorul grupului Der Blaue Reiter.